# Itália nos Jogos Paralímpicos de Verão de 1976
Itália participou dos Jogos Paralímpicos de Verão de 1976, que foram realizados na cidade de Toronto, no Canadá, entre os dias 3 e 11 de agosto de 1976.
Obteve 18 medalhas, das quais 2 de ouro.